# Нурок, Григорий Аркадьевич
Нурок, Григорий Аркадьевич (1 сентября 1914 — 6 мая 1988, Москва)— советский учёный-горняк, основатель научных школ гидромеханизации открытых горных работ и добычи ископаемых со дна морей. Доктор технических наук, профессор Московского горного института. Лауреат Государственной премии СССР.

## Биография
Григорий Аркадьевич Нурок родился 1 сентября 1914 г. После окончания с отличием Московского инженерно-строительного института по специальности «Гидротехническое строительство» занимался проектными и исследовательскими работами на строительстве канала им. Москвы под руководством проф. Николая Дмитриевича Холина. Огромный объем работ, выполняемых на строительстве канала гидромеханизаторами, требовал увеличения продолжительности сезона работ. Решению этой задачи и были посвящены первые труды Г.А. Нурока, которые он обобщил в своей первой монографии «Указания по производству земляных работ способом гидромеханизации в зимних условиях» (М.: Металлургиздат, 1941 г.). После завершения строительства канала им. Москвы Г.А. Нурок работает на объектах строительства предприятий цветной металлургии, химической и угольной промышленности.
После защиты в 1946 г. кандидатской диссертации Г.А. Нурок работает во Всесоюзном научно-исследовательском угольном институте, где возглавляет исследования по применению гидромеханизации в Кузбассе, а также на заиловочных карьерах.
В 1950 г. профессор Е.Ф. Шешко приглашает Г.А. Нурока на работу в Московский горный институт (ныне - один из институтов НИТУ "МИСиС"). В течение 38 лет Григорий Аркадьевич работал на кафедре «Открытые горные работы», занимаясь подготовкой инженерных кадров и специалистов высшей квалификации.  В 1956 г. под руководством Е.Ф. Шешко он защищает докторскую диссертацию на тему «Основные вопросы технологий гидромеханизации горных работ в условиях карьеров пластовых месторождений полезных ископаемых» и в 1957 г. утвержден в ученом звании профессора.
Успехи применения гидромеханизации в Кузбассе и других бассейнах позволили Г.А. Нуроку создать в 1963 г. при кафедре «Отраслевую лабораторию технологии открытой гидромеханизированной разработки угольных и сланцевых месторождений», которую долгое время возглавлял. В период своего рассвета коллектив этой лаборатории насчитывал почти 100 человек. 
Постоянный поиск новых решений привели Г.А. Нурока к организации исследований по созданию технологий освоения месторождений Мирового океана. Успешная первая в СССР открытая добыча титаноциркониевых песков на шельфе Восточной Балтики, проведенная под руководством Г.А. Нурока и его учеников, стала основой всесоюзных исследований проблемы освоения минеральных ресурсов Мирового океана. В 1967 г. Г.А. Нурок создал в МГИ при кафедре ТО по инициативе академика В.В. Ржевского первую в нашей стране «Проблемную научно-исследовательскую лабораторию по подводной добыче полезных ископаемых со дна морей и океанов», которая внесла решающий вклад в формирование новой отрасли горной науки.

## Научная и педагогическая деятельность
С приходом в 1950 г. Г.А. Нурока на кафедру были начаты исследования по созданию научных основ технологии открытых горных работ на пластовых месторождениях. Им лично были разработаны теория работы гидравлических струй в забое с установлением изменчивости параметров струй, аналитический метод установления главных параметров карьера при применении гидромеханизации, научные основы технологий, сочетающих гидравлический транспорт и гидроотва-лообразование с другими видами механизации, теория мощных гидропотоков и многое другое.
Созданная Г.А. Нуроком школа гидромеханизаторов долгие годы успешно продолжала работать в Кузбассе. Были решены задачи, направленные на совершенствовании организации ведения работ, продлении сезона и техническое нормирование параметров гидрокомплексов разрезов. К решению вопросов, повышения эффективности гидромеханизации разрезов были привлечены научные подразделения угольной отрасли - институты НИИОГР и «Сибгипрошахт». Развитие получили методы, направленные на энергосбережение и комплексность решаемых гидромеханизацией задач. 
В 1969 в рамках исследования добычи ископаемых со дна морей было разработано проектное задание для разведочно-эксплуатационного предприятия по подводной добыче полезных ископаемых в Балтийском море. Эти разработки имели значение для систематизации знаний и опыта проектирования подводной добычи твердых полезных ископаемых. Позже были работы по добыче касситерита в море Лаптевых и на Дальнем Востоке. Организовывались экспедиции, работали морские суда. Для изучения технологии добычи железо-марганцевых конкреций (ЖМК) была разработана специальная программа Государственного комитета по науке и технике (ГКНТ) и Министерства высшего образования. Была также специальная программа Министерства геологии СССР, работая по которой лаборатория сотрудничала с большим количеством соисполнителей.
Г.А. Нурок — автор базовых учебников по гидромеханизации. Он, совместно с В.В. Ржевским и их учениками Ю.В. Бруякиным, Ю.В. Бубисом, Л.Н. Молочниковым и другими — автор первых в СССР уникальных монографий по технологии добычи полезных ископаемых со дна морей и океанов. Г.А. Нурок опубликовал более 230 статей и монографий, в том числе 7 учебников, автор 37 изобретений. Он создал школу горных инженеров и ученых-гидромеханизаторов, подготовил более 60 кандидатов и 4 докторов технических наук. 
В течение многих лет Г.А. Нурок был руководителем межотраслевой секции гидромеханизаторов Всесоюзного научно-технического горного общества, членом научно-технических советов ряда министерств, возглавлял секцию новой технологии добычи полезных ископаемых со дна морей и океанов научно-технического совета «Новые проблемы горного производства» ГКНТ СССР.

## Признание
За работы в области создания и внедрения технологий гидромеханизации открытых горных разработок в сложных горно-геологических и климатических условиях Кузнецкого бассейна сотрудникам кафедры Г.А. Нуроку, Б.Н. Чаплину, Н.Н. Медникову и ряду производственников Кузбасса была присуждена Государственная премия СССР. Заслуги Г.А. Нурока отмечены орденом «Знак Почёта», ведомственными наградами в том числе всеми тремя степенями знака "Шахтерская слава", Почетной грамотой Президиума Верховного совета СССР и другими наградами.